# Hoddles Creek
Hoddles Creek is een plaats in de Australische deelstaat Victoria.